# 사루만

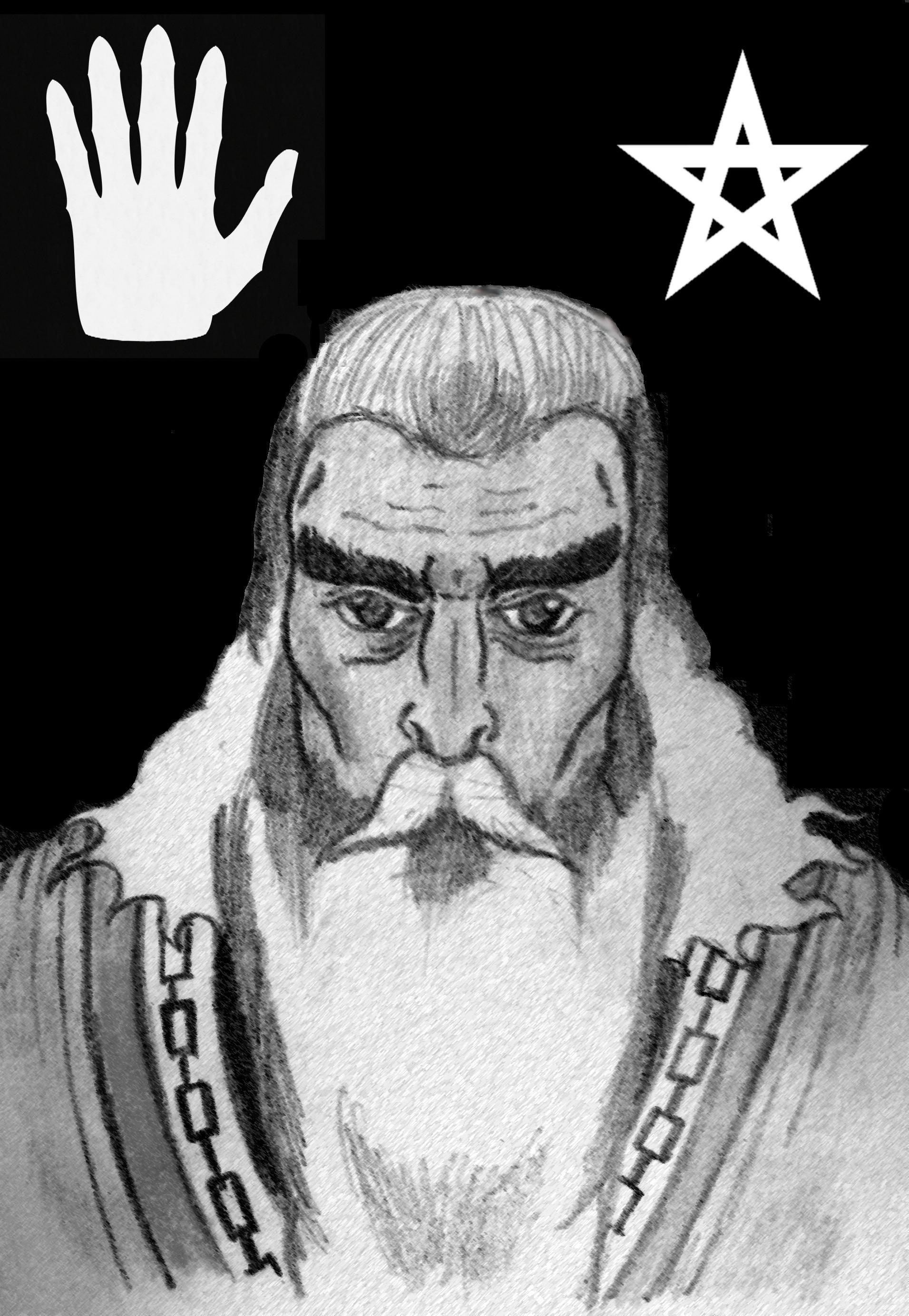

사루만(Saruman)은 J. R. R. 톨킨의 가운데땅을 무대로 한 소설 《반지의 제왕》, 《실마릴리온》의 등장인물로, 마법사이다. 백색의 사루만 또는 쿠루니르라고도 불린다.
서녘에서 가운데땅의 문제를 돕기 위해 다섯 마법사 중에서도 가장 높은 지위를 가졌고 사우론의 절대반지에 대해 가장 많이 알고 있는 존재였다. 하지만, 타락하여 로한을 공격하고 자신의 오크들에게 호빗을 납치하게 하는 등의 악행을 저질렀다.
반지전쟁에서 사우론보다 먼저 패배하자 아이센가드를 탈출했으며, 호빗의 고향 샤이어에서 악의적으로 소동을 일으키다 저지당하고 심복 그리마의 손에 살해되어 무력한 영이 되어 가운데땅에서 떠났다.
사루만은 타락한 후 다색의 사루만으로 불리었고 이전까지 사용하던 백색의 칭호는 모리아에서 발록과 함께 죽었다가 부활한 간달프가 얻는다.